# Adrienne von Speyr
Adrienne von Speyr (La Chaux-de-Fonds, 20 september 1902 - Bazel, 18 september 1967) was een Zwitserse arts, mystica en auteur van boeken over religie en spiritualiteit.

## Leven
Haar eerste huwelijk was met de geschiedenisprofessor Emil Dürr (1883–1934). Na diens overlijden huwde ze in 1935 met zijn opvolger aan de Universiteit van Bazel, Werner Kaegi.
Afkomstig uit een protestantse familie bekeerde ze zich tot het katholicisme en werd op 1 november 1940 door Hans Urs von Balthasar sub conditione gedoopt. Met hem stichtte ze later de Johannesgemeenschap en werkte ze samen op theologisch vlak.
Adrienne von Speyr dicteerde de meeste van haar werken. Haar dictaten werden hierna door Hans Urs van Balthasar voor publicatie klaargemaakt. Alle geschriften van Adrienne von Speyrs zijn door de Johannes Verlag Einsiedeln uitgegeven. Naast verschillende bijbelcommentaren, o.a. een vierdelige commentaar op het Johannesevangelie en werken van theologische en spirituele aard schreef ze verschillende mystieke teksten in de enge zin van het woord.
De publicaties van Van Speyr zijn feitelijk bespiegelingen, waarin mystiek en exegese samenkomen. Haar werk werd in het Nederlandse taalgebied vooral bekend door vertalingen van de Benedictinessen van Bonheiden.

## Werken (in Nederlandse vertaling)
- Adrienne von Speyr: De twistgesprekken. Overwegingen bij het Johannesevangelie hoofdstukken 6-12. Vertaald door de Benedictinessen van Bonheiden. Bonheiden, Abdij Bethlehem & Zeist, Kerckebosch, 1996. ISBN 90-71837-55-6
- Adrienne von Speyr: Maria in de verlossing. Vert. door de Benedictinessen van Bonheiden. Bonheiden, Abdij Bethlehem & Zeist, Kerckebosch, 1993. ISBN 90-71837-46-7
- Adrienne von Speyr: Het woord is vlees geworden. Overwegingen bij het Johannesevangelie hoofdstukken 1-5. Vert. door de Benedictinessen van Bonheiden. Bonheiden, Abdij Bethlehem & Zeist, Kerckebosch, 1993. ISBN 90-71837-45-9
- Adrienne von Speyr: Het gelaat van de vader. Vert. door de Benedictinessen van Bonheiden. Bonheiden, Abdij Bethlehem & Zeist, Kerckebosch, 1992. ISBN 90-71837-41-6
- Adrienne von Speyr: Geboorte van de Kerk. Overwegingen bij het Johannesevangelie hoofdstukken 18-21. Vert. door de Benedictinessen van Bonheiden. Zeist, Kerckebosch,1991. ISBN 90-71837-33-5
- Adrienne von Speyr: De afscheidsrede. Overwegingen bij het Johannesevangelie hoofdstukken 13-17. Vert. door de Benedictinessen van Bonheiden. Bonheiden, Abdij Bethlehem & Zeist : Kerckebosch, 1990. ISBN 90-71837-27-0
- Adrienne von Speyr: Kruiswoord en sacrament. Met een voorw. door Hans Urs von Balthasar. Vert. door de Benedictinessen van Bonheiden. Bonheiden,  Abdij Bethlehem & Zeist, Kerckebosch, 1990. ISBN 90-71837-26-2
- Adrienne von Speyr: De wereld van het gebed. Met een woord vooraf door Hans Urs von Balthasar. Vert. door de Benedictinessen van Bonheiden. Bonheiden, Abdij Bethlehem & Zeist, Kerckebosch, 1989. ISBN 90-71837-20-3
- Adrienne von Speyr: Fragmenten uit mijn leven.  Ingel. en uitg. door Hans Urs von Balthasar. Vert. door de Benedictinessen van Bonheiden. Bonheiden : Abdij Bethlehem , 1988. ISBN 90-71837-12-2
- Adrienne von Speyr: Dienstmaagd des Heren. Met een voorw. door kardinaal Godfried Danneels. Bonheiden, Abdij Bethlehem, 1987. ISBN 90-71837-05-X
- Adrienne von Speyr: Drie vrouwen en de Heer. Vert. door de Benedictinessen van Bonheiden. Bonheiden, Abdij Bethlehem, 1987. ISBN 90-71837-08-4